# کرک (کلرادو)
کرک (به انگلیسی: Kirk) یک منطقهٔ مسکونی در ایالات متحده آمریکا است که در شهرستان یوما، کلرادو واقع شده‌است. کرک ۱٬۲۸۱ متر بالاتر از سطح دریا واقع شده‌است.